# Wohn- und Wirtschaftsgebäude Klosterstraße 11
Das ehemalige Wohn- und Wirtschaftsgebäude Klosterstraße 11 in der niedersächsischen Gemeinde Lilienthal im Landkreis Osterholz stammt aus dem frühen 19. Jahrhundert. Aktuell (2025) wird es als Kindergarten genutzt.
Das Gebäude steht unter Denkmalschutz (siehe auch Liste der Baudenkmale in Lilienthal).

## Geschichte und Beschreibung
Lilienthal geht auf die Gründung des Klosters Lilienthal im 13. Jahrhundert zurück. Das ehemalige Wohn-/Wirtschaftsgebäude Klosterstraße 11 steht westlich des ehemaligen Klosters.
Das eingeschossige giebelständige Gebäude als Vierständer-Hallenhaus in Fachwerk mit Steinausfachungen, ziegelgedecktem Krüppelwalmdach und Grooter Door mit Korbbogen wurde 1813 für die „Witwe Gesche Werners“ (Inschrift) gebaut. Die früher weiß geschlämmten Gefache sind heute rotsteinsichtig. Der Wohngiebel wurde später massiv in Backstein umgebaut und auch die seitlichen Stalltüren im Wirtschaftsgiebel wurden nach Umbauten entfernt.
Seit 1969 wurde das Haus als Ev. Kindergarten St. Marien genutzt und durch Anbauten erweitert.
Das Landesdenkmalamt befand u. a.: „… ortsgeschichtlicher, gebäudetypischer und straßenbildprägender Zeugniswert …“